# Indur (química)
Un indur és un compost químic format per la combinació de l'element indi, {\textstyle In}, i un o més elements menys electronegatius que ell. Tots els indurs són composts intermetàl·lics.

## Nomenclatura
Els indurs són combinacions de l'indi amb elements més electropositius o, cosa que és el mateix, menys electronegatius. La IUPAC ha establert que, a efectes d'anomenar els indurs, els elements més electropositius són el tal·li, tots els dels grups 1 a 12 de la taula periòdica o metalls de transició, els lantanoides i els actinoides. És a dir, el tal·li i els que estan a grups més a l'esquerra del grup 13 de l'indi.
Per anomenar aquests composts s'empra la nomenclatura de composició estequiomètrica, preferint-se la que indica la proporció de cada element mitjançant prefixos de quantitat. Els noms es formen començant per indur precedit per un prefix, si cal, que indica la proporció de l'indi al compost; després la preposició de, i s'acaba amb el nom de l'altre element, també precedit del prefix que indiqui la proporció, si cal. Exemples:
- {\textstyle CaIn_{2}}: diindur de calci
- {\textstyle CaIn}: indur de calci
- {\textstyle Ca_{2}In}: indur de dicalci

## Indurs binaris
L'indi forma nombrosos indurs amb els metalls alcalins. Amb el liti: {\textstyle Li_{13}In_{3},Li_{2}In,Li_{3}In_{2},} {\textstyle Li_{5}In_{4},LiIn,LiIn_{3}}els quatre primers amb estructures cristal·lines complexes; amb el sodi: {\textstyle Na_{2}In,NaIn,Na_{7}In_{11.8},Na_{15}In_{27.4}}, amb estructures complexes; amb potassi: {\displaystyle K_{8}In_{11},K_{21.3}In_{39.67},} {\textstyle K_{39}In_{80},K_{17}In_{41},KIn_{4}}; amb el rubidi: {\textstyle Rb_{8}In_{11},Rb_{2}In_{3},RbIn_{4}}; i amb el cesi: {\textstyle Cs_{2}In_{3},CsIn_{4}}.
Amb els metalls alcalinoterris també s'han descrit nombrosos indurs. Amb el magnesi: {\textstyle Mg_{3}In,Mg_{5}In_{2},Mg_{2}In,} {\textstyle MgIn,MgIn_{3}}; amb el calci: {\textstyle CaIn_{2},CaIn,Ca_{2}In,} {\textstyle Ca_{8}In_{3},Ca_{3}In}; amb l'estronci: {\textstyle SrIn_{2},Sr_{28}In_{11},Sr_{5}In_{3},} {\textstyle Sr_{7}In_{11},SrIn,SrIn_{3},} {\textstyle Sr_{3}In_{11},SrIn_{4},SrIn_{5}}; amb el bari: {\textstyle BaIn_{2},Ba_{9}In_{4},BaIn,BaIn_{4}}.
Els indurs de metalls de transició han sigut estudiats intensament malgrat hi ha pocs que hagin sigut caracteritzats estructuralment. Alguns exemples són: {\textstyle RhIn,PdIn,PtIn_{2},AuIn_{2},} {\textstyle Zr_{3}In,ZrIn_{2},ZrIn_{3},} {\textstyle Pt_{3}In,Ti_{2}In_{5},Hf_{2}In_{5},} {\textstyle RuIn_{3}}.
Amb els lantanoides, els indurs formen estructures de composició {\textstyle LnIn_{3},Ln_{3}In,Ln_{3}In_{5},LnIn}, on {\textstyle Ln} representa un element de la sèrie dels lantanoides.

## Indurs ternaris
S'han descrit un elevat nombre d'indurs ternaris. Els metalls alcalins en formen amb els metalls de transició, per exemple amb el liti s'han sintetitzat composts amb composicions {\textstyle Li_{2}TIn,LiT_{2}In,LiTIn_{2}}, on {\textstyle T} representa un metall de transició; amb el sodi hi ha els {\textstyle Na_{2}Au_{6}In_{5},Na_{3}AgIn_{2},Na_{3}AuIn_{2}}; de potassi {\textstyle KAu_{4}In6,KAu_{4}In_{2},KCo_{2}In_{9},KNi_{2}In_{9},} {\textstyle K_{8}ZnIn_{10},K_{10}NiIn_{10}}.